# Дух огня (кинофестиваль)
«Дух огня» — ежегодный международный фестиваль кинематографических дебютов, проходящий в городе Ханты-Мансийск Ханты-Мансийского автономного округа — Югры с 2003 года.

## История фестиваля
Идея учреждения фестиваля принадлежит режиссёру Сергею Соловьёву. В 2002 году её поддержал Александр Филипенко, занимавший на тот момент должность губернатора ХМАО.
Первый фестиваль прошёл с 26 января по 2 февраля 2003 года. Президентом стал Сергей Соловьёв, вице-президентом — Александр Абдулов.
В 2022 году прошли сразу два фестиваля — XIX (отменённый в 2021 году из-за пандемии COVID-19) и XX.
Осенью 2022 года оргкомитет фестиваля сообщил о новых назначениях. Президентом фестиваля стал сербский режиссёр Эмир Кустурица, председателем отборочной комиссии — Пётр Шепотинник.
В 2023 году фестиваль прошёл с 3 по 6 марта. В рамках смотра была организована фотовыставка «Художники кино: от эскиза к фильму», на которой будут представлены произведения художников, работавших с Сергеем Бондарчуком, Владимиром Наумовым, Эльдаром Рязановым, Андреем Тарковским.
В июне 2023 года в рамках Санкт-Петербургского международного экономического форума на площадке киностудии «Ленфильм» впервые заработала Академия «Дух огня», созданная при фестивале. Она планируется стать местом для формирования творческого и индустриального диалога.
Ежегодно в течение фестивального года проводится «Эхо Духа огня» в Российских центрах науки и культуры (Русские дома) и кинотеатрах России.

## Регламент фестиваля
К участию в фестивале принимаются фильмы, являющиеся первой или второй работой режиссёра в области игрового кино. В программу фестиваля входят профессиональные смотры:
- Международный конкурс дебютных фильмов, в рамках которого интернациональное жюри присуждает четыре приза, обеспеченных денежным вознаграждением:
  - Главный приз фестиваля — «Золотая тайга» — за лучший дебютный фильм
  - Приз «Серебряная тайга» — за дебютный фильм
  - Приз «Бронзовая тайга» — за дебютный фильм
  - Специальный приз жюри с особой формулировкой
- Конкурс «Российские дебюты»:
  - Приз зрительских симпатий — «Золотая тайга»
  - Золотой приз «Цветы таёжной надежды»
  - Приз имени Сергея Соловьева
- Специальные призы:
  - Приз Президента фестиваля
  - Приз Президента фествиаля «За вклад в развитие кинематографа»
  - Приз имени Александра Абдулова «За лучшую мужскую роль в российском дебютном фильме»
  - Приз имени Александра Абдулова «За лучшую женскую роль в российском дебютном фильме»
  - Приз имени оператора Павла Лебешева «За лучшую операторскую работу» в конкурсном или внеконкурсном российском фильме
  - Приз режиссёру-дебютанту за лучшую работу с музыкой в фильме международной или российской конкурсной программы

Также для всех любителей и дебютантов, пробующих свои силы в жанре микрофильмов, создана номинация «Конкурс микрофильмов»  – конкурс работ на заданную тему (определяется ежегодно) продолжительностью не более трех минут.
Все конкурсные работы оценивает экспертное жюри.

## Лауреаты
- 2020
  - Международный конкурс (председатель жюри Энн Хёй):
    - «Золотая тайга» — «Преступный человек» (режиссёр Дмитрий Мамулия)
    - «Серебряная тайга» — «Птичий остров» (режиссёры Серхио да Коста и Майя Коста)
    - «Бронзовая тайга» — «Зумирики» (режиссёр Оскар Алегрия)
    - Приз за сохранение культурных традиций — «Экспедиция» (режиссёр Гаврил Менкяров)
    - Спецдиплом жюри — «Двадцатый век» (режиссёр Мэтью Рэнкин)

  - Российская программа:
    - Приз за лучший дебют — «Аутло» (режиссёр Ксения Ратушная)
    - Приз лучшему дебютному короткому метру — «Protocorba» (режиссёр Кирилл Хачатуров)
    - Серебряный приз короткому метру — «Солнышко в руках» (режиссёр Юрий Кробачев)
    - Приз гильдии киноведов и кинокритиков РФ — «Долгая ночь» (режиссёр Элой Энсисо)
    - Приз зрительских симпатий — «Экспедиция» (режиссёр Гаврил Менкяров)
    - Спецдиплом от режиссёрского жюри — «Сделать как надо» (режиссёр Игорь Полевичко)

  - Специальные призы:
    - Приз за лучшую мужскую роль имени Александра Абдулова — Денис Крюков (фильм «Этюд № 2»)
    - Приз за лучшую женскую роль имени Александра Абдулова — Валерия Репина (фильм «Сделать как надо»)
    - Приз гильдии операторов имени Павла Лебешева — Геворг Маркосян (фильм «Аутло»)
    - Приз за лучшую музыку имени Павла Карманова — (фильм «Аутло»)[5][6]
- 2021
  - Международный конкурс (председатель жюри Борис Фрумин):
    - «Золотая тайга» — «Камешки» (режиссёр П. С. Винотрадж)
    - «Серебряная тайга» — «Буксир» (режиссёр Джон Лазам)
    - «Бронзовая тайга» — «Ночь королей» (режиссёр Филипп Лакот)

  - Российская программа (председатель жюри Алексей Федорченко):
    - Приз за лучший дебют — «Сдохнуть нужно, чтоб вы приехали» (режиссёры Армен Акопян и Дмитрий Тархов)
    - Приз лучшему дебютному короткому метру — «Встречи. Эпизод 1» (режиссёр Павел Сердюков)
    - Серебряный приз короткому метру — «Любимый братом» (режиссёр Демид Романов)
    - Приз зрительских симпатий — «Солнце будет завтра» (режиссёр Роберт Дэф)
    - Приз генерального партнера «За сохранение культурных традиций» — «Чупакабра» (режиссёр Григорий Коломийцев)
    - Диплом: Особое мнение председателя жюри «За лучшую режиссуру» — Габриела Селиванова (фильм «Недо»)
    - Диплом «Открытие года» — Елизавета Шультесс (фильм «Недо»)

  - Специальные призы:
    - Приз за лучшую мужскую роль имени Александра Абдулова — Алексей Гуськов (фильм «Сдохнуть нужно, чтоб вы приехали»)
    - Приз за лучшую женскую роль имени Александра Абдулова — Юлия Ауг (фильм «Сдохнуть нужно, чтоб вы приехали»)
    - Приз гильдии операторов имени Павла Лебешева — Алексей Вензос (фильм «Чупакабра»)
    - Приз за лучшую музыку имени Павла Карманова — (фильм «Чупакабра»)[7]
- 2022
  - Международный конкурс (председатель жюри Борис Фрумин):
    - «Золотая тайга» — «Сказка для старых» (режиссёры Роман Михайлов и Фёдор Лавров)
    - «Серебряная тайга» — «Собор» (режиссёр Рикки Д’Амброуз)
    - «Бронзовая тайга» — «54-й канал» (режиссёр Лукас Ларрьера)

  - Российская программа (председатель жюри Алексей Учитель):
    - Приз за лучший дебют — «Край» (режиссёр Алексей Лапин)
    - Приз лучшему дебютному короткому метру — «Триптих» (режиссёр Яна Осман)
    - Серебряный приз короткому метру — «St.Petersburg, Florida» (режиссёр Осман Набиев)
    - Приз зрительских симпатий — «Шинед О’Коннор» (режиссёр Ринат Махмудов)
    - Приз генерального партнера «За сохранение культурных традиций» — «Край» (режиссёр Алексей Лапин)

  - Специальные призы:
    - Приз за лучшую мужскую роль имени Александра Абдулова — Олег Савостюк (фильм «Я иду искать»)
    - Приз за лучшую женскую роль имени Александра Абдулова — Елена Подкаминская (фильм «Шинед О’Коннор»)
    - Приз гильдии операторов имени Павла Лебешева — Антон Громов (фильм «Другое имя»)
    - Приз за лучшую музыку имени Павла Карманова — (фильм «Другое имя»)[8]
- 2023. Тема фестиваля — «Коренные народы мира»
  - Международный конкурс (председатель жюри Павел Лунгин):
    - «Золотая тайга» — «Параллакс» (режиссёр Шахрам Эбрахими)
    - «Серебряная тайга» — «По обе стороны пруда» (режиссёр Парт Саурабх)
    - «Бронзовая тайга» — «Нездешние глаза» (режиссёр Ван Чунь-Хун)

  - Российская программа (председатель жюри Алексей Мизгирёв):
    - Приз за лучший дебют — «Клетка ищет птицу» (режиссёр Малика Мусаева)
    - Приз лучшему дебютному короткому метру — «Кукушка» (режиссёр Евгений Николаев)
    - Серебряный приз короткому метру — «Стая» (режиссёр Артур Григорьев)
    - Приз зрительских симпатий — «Как звёзды» (режиссёр Мария Лойтер)
    - Приз генерального партнера «За сохранение культурных традиций» — «Тропа» (режиссёр Михаил Кулунаков)

  - Специальные призы:
    - Приз за лучшую мужскую роль имени Александра Абдулова — Владимир Свирский (фильм «Ниша»)
    - Приз за лучшую женскую роль имени Александра Абдулова — Хадижа Батаева (фильм «Клетка ищет птицу»)
    - Приз гильдии операторов имени Павла Лебешева — Дмитрий Наговский (фильм «Клетка ищет птицу»)
    - Специальный приз жюри за режиссуру — Антон Ермолин (фильм «Ниша»)
    - Приз за лучшую музыку имени Павла Карманова — (фильм «Vad’d’a. Мытарства»)[9][10][11]
- 2024. Тема фестиваля - «Особый язык национального кино»
  - Международный конкурс (председатель жюри - Бенедек Флигауф):
    - «Золотая тайга» — «Бауырына салу» (режиссёр Асхат Кучинчиреков)
    - «Серебряная тайга» — «Угол наклона» (режиссёры Анна Далингер, Станислав Фомичев)
    - «Бронзовая тайга» — «Собственность» (режиссёр Даниэль Бандейра)
    - Особое упоминание жюри - «Похищение» (режиссер Каран Теджпал)

  - Российская программа (председатель жюри - Александр Велединский):
    - Приз «Серебряная роза» за лучшую работу с музыкой - «Последняя цена» (режиссер Наур Гармелия)
    - Приз гильдии кинооператоров имени Павла Лебешева «За лучшую операторскую работу» - «Последняя цена» (режиссер Наур Гармелия)
    - Приз имени Александра Абдулова «За лучшую мужскую роль» - «Лапин» (режиссеры Ася Полешкевич, Влад Краснослободцев)
    - Приз имени Александра Абдулова «За лучшую женскую роль» в российском дебютном фильме - «Контакты» (режиссер Дмитрий Моисеев)
    - Приз зрительских симпатий «Цветы Таежной надежды» по результатам зрительского голосования - «Последняя цена» (режиссер Наур Гармелия)
    - Приз «Золотая тайга» имени Сергея Соловьева за лучший отечественный дебютный фильм - «Последняя цена» (режиссер Наур Гармелия)
    - Приз «Золотая тайга» Приз Президента - «Куба, Марина» (режиссер Константин Богославский)

  - Конкурс «Дебют – короткий метр»:
    - Специальный диплом «За новое звучание киноязыка» - «Айыы Куо» (режиссер Айааал Адамов)
    - Приз «Малая серебряная тайга – короткий метр»  - «Отдай мне деньги, и я уйду» (режиссер Александр Титов)
    - Главный приз «Малая золотая тайга – Короткий метр» - «Черное» (режиссер Вика Дегтева)

  - Открытый конкурс микрофильмов по теме «Семейные ценности»:
    - Победители:
      - специальная детская номинация в возрастной категории 12–17 лет - «Мой дедушка – герой!» (автор Абдуллаева Амина. Школа Креативных Индустрий, г. Ханты-Мансийск)
      - специальная детская номинация в возрастной категории 12–17 лет по итогам интернет-голосования - «Мой дедушка – герой!» (автор Абдуллаева Амина. Школа Креативных Индустрий, г. Ханты-Мансийск)
      - «За блестящее отображение темы семейных ценностей и сохранение культурного наследия» по итогам интернет-голосования в основной номинации - «Семейные традиции Сергея Крянина» (авторы Пришвицын Дмитрий, Резванов Алексей. Студия «TimeLine Group» г. Ханты-Мансийск)
      - конкурс микрофильмов «Малая бронзовая тайга» - «Подарок» (автор Петрашевич Алексей, Московская область)
      - Специальный приз жюри международной конкурсной программы фильмов для детей и юношества «Твое кино» - «Как отец и сын» (режиссер Бай Чжицян)

    - Специальные дипломы:
      - «За блестящее отображение темы семейных ценностей и сохранение культурного наследия» - «Семейные традиции Сергея Крянина» (авторы Пришвицын Дмитрий, Резванов Алексей Александрович. Студия «TimeLine Group» г. Ханты-Мансийск)
      - «За искренность в документальном портрете семьи» - «Всей семьей» (автор Вишнякова Ксения, г. Югорск)
      - «За выразительный образ любви и доброты на экране» - «Женька» (автор Адамчук Оксана, режиссёр Власов Антон. ОТРК Югра г. Ханты-Мансийск)
      - Победитель международной конкурсной программы фильмов для детей и юношества «Твое кино» - «Тегар» (режиссер Ангги Фриска)
      - Награда Международной организации северных регионов «Северный Форум» «За сохранение традиций и наследия коренных народов Арктики и Севера» - «Как донской казак оленеводом стал» (автор Маковецкая Наталья)
      - Победитель программы «Work in progress» - «Присутствие» (режиссер Аполлинария Дегтярева)
      - Приз генерального партнёра «За сохранение культурных традиций» - «Ненормальный» (режиссер Илья Маланин)
      - Приз «За вклад в развитие кинематографа» - Максим Дунаевский